# Testa di Enrico IV di Francia
La testa di Enrico IV di Francia è un resto mortale ancora oggi al centro di un acceso dibattito sulla sua autenticità tra gli storici e gli specialisti di medicina, in particolare per la sua attribuzione a Enrico IV di Francia. Nel 1793, con la profanazione delle tombe della basilica di Saint-Denis, il cadavere del sovrano venne estratto dalla sua tomba e rimase esposto in piedi per due giorni perché fosse ammirato dai curiosi, per poi essere gettato in una fossa comune insieme a quelli di molti altri sovrani francesi. Un quarto di secolo più tardi, nel 1817, su ordine di Luigi XVIII, i resti dei reali dissepolti e poi inumati in due fosse comuni vennero riesumati e riportati nella cripta della basilica di Saint-Denis.
Nel 1925 sulla Gazette des arts apparve un articolo in cui un cranio mummificato, allora di proprietà del rigattiere Joseph-Émile Bourdais, fu presentato come la testa ritrovata di re Enrico IV. Il dibattito si accese, ma solo nel 2013 riprese con vigore contrapponendo due tesi tra loro: la prima, sostenuta dal medico legale Philippe Charlier, attribuisce la testa a Enrico IV; mentre la seconda, sostenuta dagli storici Philippe Delorme e Joël Cornette, sostiene che non vi sono prove scientifiche sufficienti per attribuire la testa mummificata al re di Francia.

## Il corpo
Nel 1793, in pieno Terrore, le tombe reali della basilica di Saint-Denis furono oggetto di profanazione. I resti di re Enrico IV, come quello di molti suoi antenati e successori, vennero tratti dalla sua bara, ma data l'importanza del personaggio e la sua buona conservazione, si decise di esporne il corpo al pubblico per due giorni per poi gettarlo in una fossa comune nei pressi della basilica e ricoperto di calce viva. Sebbene esistano dei rapporti ufficiali su queste estumulazioni e delle testimonianze dirette del fatto, non vi è alcuna testimonianza a oggi che indichi che il corpo di Enrico IV possa essere stato decapitato.

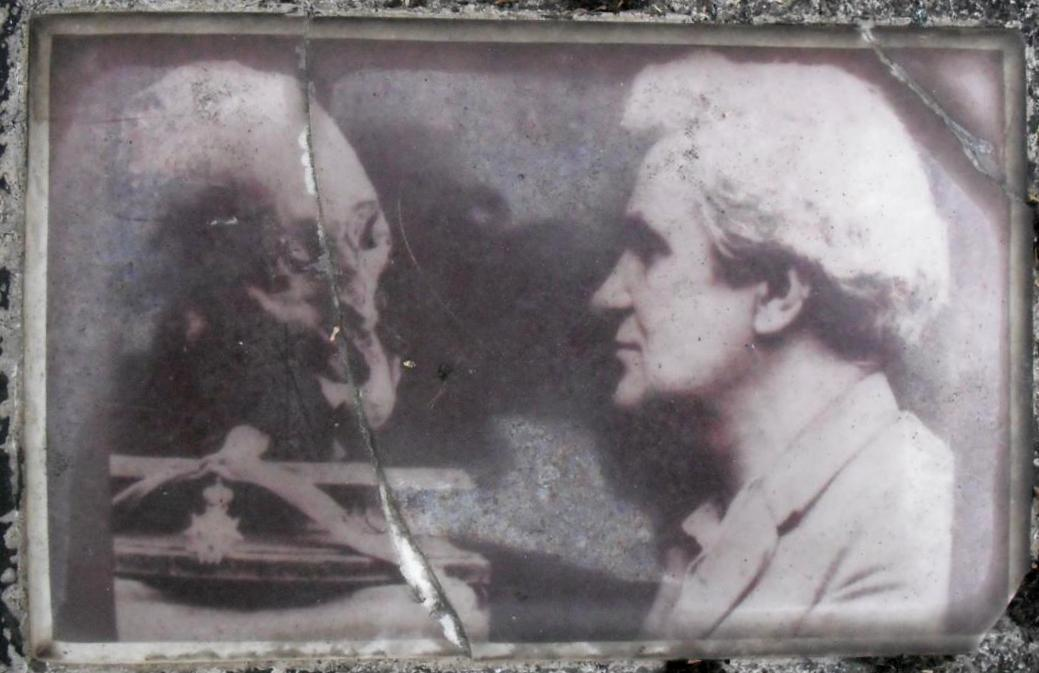
Fotografia posta sulla tomba del rigattiere Joseph-Émile Bourdais (1881-1946) al cimitero parigino di Pantin che lo raffigura appunto con la testa di Enrico IV da lui "ritrovata".

Nel 1817, Luigi XVIII diede ordine di riportare nella chiesa i resti reperibili dei suoi predecessori: il 19 gennaio 1817 le ossa, nessuna delle quali fu chiaramente identificabile, vennero raccolte dalla fossa dove erano stati gettati i corpi. Tuttavia, tre dei corpi ritrovati apparivano ridotti unicamente alle loro "parti basse", fatto che ha portato alcuni autori a concludere che tre teste non fossero state trovate. A partire da quel momento iniziarono a circolare delle voci secondo le quali la mummia di Enrico IV avrebbe subito oltraggi dopo la sua estumulazione: storie descrivono che un rivoluzionario tenne il corpo del re in verticale contro un muro mentre una donna lo prese a schiaffi, mentre altri riportano che venne "colpito con delle spade da fermo", mentre altri ancora dicono che prima di essere gettato nella fossa la sua testa sia stata staccata dal corpo, appunto.
Il 31 ottobre 1919, all'Hôtel Drouot durante un'asta per la vendita degli oggetti appartenuti ad Emma Nallet Chick-Poussin (1853-1932), pittrice e scultrice, vennero presentati e venduti tre teschi anonimi. Essi vennero acquistati da un rigattiere occasionale, Joseph-Emile Bourdais, per la modica cifra di 3 franchi. Cinque anni più tardi, un articolo su La Gazette des Arts lo persuase a ritenere che uno di questi fosse il cranio di Enrico IV. Per tutta la sua vita, il mercante tentò invano di dimostrare che esso era effettivamente il capo mummificato di Enrico IV di Francia. A sue spese, fece fare particolari radiografie e calchi, esponendo la testa mummificata nella sua casa di Dinard e poi "nel suo piccolo museo di Montmartre prima di offrirla al Louvre che la rifiutò dubitando della sua autenticità" come ebbe a scrivere Jacques Perot, ex curatore del castello di Pau, il luogo di nascita di Enrico IV Sempre Bourdais fu il primo a sostenere anche che il cranio potesse essere stato acquistato per la prima volta in Svizzera dal conte di Erbach (in realtà, ancora oggi nel castello di Erbach, si trova un frammento del cranio attribuito a Enrico IV ma non il cranio completo). Sempre secondo le ipotesi di Bourdais, il cranio reale fu poi rimpatriato in Francia da Girolamo Bonaparte. Poiché molti erano in contrasto con questa teoria, il commerciante decise di giocare l'ultima carta in suo possesso, ovvero di porre sulla propria tomba nel cimitero parigino di Pantin una fotografia di lui raffrontato a una foto del cranio in questione.
Nel 2009, anticipando la celebrazione del quadricentenario della morte del monarca, due giornalisti Stephane Gabet e Pierre Belet iniziarono a produrre un documentario dal titolo Il mistero della testa di Enrico IV. Rimanendo in contatto con lo storico Jean-Pierre Babelon, questi sostennero che la testa mummificata sarebbe stata strappata dal corpo del re dopo la sua dissepoltura durante la Rivoluzione. La testa intanto nel 1955 era stata acquistata da un certo Jacques Bellanger per la somma di 5500 franchi - circa 115 euro odierni - dalla sorella del rigattiere Joseph-Emile Bourdais, e la testa era stata poi conservata dallo stesso Bellanger in un armadio della sua soffitta. I giornalisti sono riusciti a trovare il proprietario della "reliquia", ora in pensione a Chartres, e a convincerlo ad affidare loro la testa per condurre delle analisi.
Nel dicembre del 2010 la testa fu data in custodia a Luigi Alfonso di Borbone-Dampierre che l'ha custodita in una cassaforte di una banca parigina per poi farne dono al presidente Nicolas Sarkozy in attesa che ne fosse disposta la sepoltura presso la basilica di Saint Denis. Da quel momento Enrico d'Orleans, un altro pretendente al trono di Francia, ha iniziato a proporre delle critiche supportate da alcuni storici sull'autenticità della testa mummificata, anche se in molti hanno visto in questo il riemergere di antiche rivalità all'interno della casata dei Borboni, prendendo a pretesto la "reliquia" della testa.
Secondo Jean-Pierre Babelon, Nicolas Sarkozy aveva inizialmente previsto una cerimonia per il maggio 2012. Tuttavia, lo sviluppo della messa in discussione dell'autenticità della "reliquia" e la campagna presidenziale sospesero il progetto a tempo indeterminato. Il presidente François Hollande, accettando infine i risultati pubblicati dagli storici e dai genetisti nel 2014, abbandonò il progetto.

## I primi studi
I primi studi sistematici sul reperto, sono stati condotti nel 2010 da un team paleopatologico composto da 19 scienziati multidisciplinari coordinati dal patologo Philippe Charlier i cui risultati di ricerca soni stati pubblicati dal British Medical Journal nello stesso anno. La datazione al carbonio 14 ha stabilito secondo gli studi riportati che il cranio era appartenuto ad un uomo vissuto in un periodo compreso tra il 1450 ed il 1650 e che la testa era stata staccata dal corpo molto tempo dopo la morte (il che avrebbe senso se fosse stato rubato appunto a Saint-Denis durante la rivoluzione); a livello antropologico (età, sesso, etnia) e per le corrispondenze anatomiche (una lesione pigmentaria compatibile con quanto si trova in rappresentazioni di Enrico IV) il tutto fece propendere per il monarca francese, compreso un buco per orecchino rilevato nel lobo (l'unica incisione a rappresentare il re con un gioiello ad un orecchio è conservata al Castello di Chantilly ma risale al 1640); una lesione ossea al labbro superiore sembrerebbe rimandare a quella causata dal tentativo di aggressione perpetrato da Jean Châtel; il colore dei capelli, della barba e dei baffi (rossi e bianchi misti), delle sezioni di pugnalate postmortem al collo, le cattive condizioni dei denti antemortem (aveva quattro denti mancanti e difatti lo stesso Enrico IV soffriva di ascessi apicali), oltre a tomografie e studi antropometrici e confronti con la maschera mortuaria in gesso conservata presso la Bibliothèque Sainte-Geneviève (tracce di gesso sono state trovate sulla testa mummificata, ma risalgono al XX secolo), insieme ad esami tossicologici ed alla fibroscopia che rilevò una rinite cronica oltre a eventuali particelle volatili (sostanze vegetali) usate nell'imbalsamazione originale, tutto ha guidato il team verso Enrico IV
La contesa più profonda venne apportata al metodo di imbalsamazione del cranio: all'epoca di Enrico IV infatti il metodo più comune per imbalsamare era l'apertura delle "tre pance", ovvero della testa, dell'addome e del torace per estrarne gli organi e poi riempirli con stoppa e spezie. Il cranio in questione non appare né segato né trapanato (tecnica usata solitamente dai chirurghi dell'epoca, tra cui Jacques Guillemeau e Pierre Pigray che parteciparono all'autopsia del re di cui Guillemeau pubblicherà i verbali). Alexandre Lenoir, però, come testimone ufficiale delle profanazioni avvenute durante la Rivoluzione, precisò che il capo di Enrico IV era stato si sostituito nel cervello con stoppa e spezie, mentre altre testimonianze come quella di Germain Poirier e don Druon (Archivi Nazionali, AE1 15. e Archivio di Parigi, 6 AZ 23, articolo 1391) dissero apertamente che il cranio non appariva segato. Secondo Alphonse de Lamartine nel suo Histoire des Girondins, scritto nel 1847, Enrico IV venne "imbalsamato con l'arte degli italiani", ma il poeta romantico non la descrisse mai. Il sistema era probabilmente il medesimo utilizzato per l'imbalsamazione dei granduchi di Toscana, metodo riconfermato di recente che consentiva di estrarre il cervello senza tagliare il cranio. Considerato il fatto che Enrico IV era il cognato di un granduca di casa Medici questo può apparire ancora più plausibile.
Le conclusioni di questo studio hanno avuto in accordo una trentina di punti e pertanto il team ammise che la testa imbalsamata era quella di re Enrico IV, con "il 99,99% di certezza".

## Le analisi del 2012
Nel 2012, dalla testa mummificata venne prelevato un campione di tessuto proveniente "dalla profondità della gola del soggetto" e presentata al professor Carles Lalueza-Fox dell'Istituto di Biologia Evolutiva di Barcellona al fine di estrarne del DNA. Per meglio precisare il confronto del DNA venne chiesto ad una famiglia aristocratica italiana dell'Emilia-Romagna di mettere a disposizione degli studi condotti a Barcellona una particolarissima reliquia in loro possesso, una zucca intagliata a forma di bottiglia e finemente istoriata all'interno della quale si trovava un campione di sangue secco raccolto con un fazzoletto imbevuto ai piedi della ghigliottina durante l'esecuzione di re Luigi XVI nel 1793 a Parigi. Il team di scienziati con Philippe Charlier trovò un profilo genetico comune tra i due campioni reperiti e se ne concluse dunque che i due soggetti dovevano "vantare lo stesso patrimonio genetico attraverso i loro padri". Secondo lo studio, Luigi XVI e la sua discendenza patrilineare e quindi anche Enrico IV, apparterrebbero all'aplogruppo del cromosoma Y G2a. Questo lavoro, pubblicato dalla rivista Forensic Science International, fece emergere anche un'attesa risposta ad una domanda che molti storici si ponevano, ovvero se Luigi XIV fosse davvero figlio di Luigi XIII e non invece di Mazzarino o di un altro ipotetico amante di Anna d'Austria. Nel febbraio 2013, Philippe Charlier e Stephane Gabet pubblicarono una sintesi della tesi in un libro dal titolo L'enigma del re senza testa.

## Controversie
Assieme alle prove, la controparte scientifica e storica presentò le sue controversie sulla dichiarazione di autenticità della testa. Essa venne contestata dallo storico francese Philippe Delorme, il quale rileva che l'indagine storica soffre ancora di gravi carenze, e grazie alla collaborazione dell'esperto di DNA Olivier Pascal si fece forte nel dichiarare che non vi era nessuna prova scientificamente valida che si trattasse del cranio di Enrico IV: entrambi i DNA confrontati sono stati equiparati sulla base di sette alleli di cui due sono risultati differenti. D'altra parte, il genetista belga Jean-Jacques Cassiman rivelò che le sequenze genetiche del DNA mitocondriale della testa di Enrico IV e quelle ad esempio della regina Anna di Romania, nata principessa di Borbone-Parma, quindi connessa per linea femminile alla famiglia di Enrico IV, non corrispondevano tra loro. Anche il genetista italiano Franco Ugo Rollo ha condiviso i risultati delle sue controparti francesi e belga. Per quanto riguarda Philippe Delorme, basandosi sui riscontri storici e scientifici, rispose ai due autori francesi con la pubblicazione di un proprio libro dal titolo La testa cattiva di Enrico IV. Controdeduzioni ad una pretesa scoperta (La mauvaise tête de Henri IV. Contre-enquête sur une prétendue découverte). Anche relativamente alla ricostruzione grafica realizzata da designer Philippe Froesch (che egli stesso descrisse come "inquietante" per la somiglianza con molti ritratti d'epoca del sovrano) venne contestata da Philippe Delorme che ritenne il risultato non dissimile da quello dei musei delle cere, basandosi inoltre sulla ricostruzione realizzata dallo specialista brasiliano Cicero Moraes che presenta un volto molto meno convincente.
Un nuovo studio venne condotto quindi dai genetisti Maarten Larmuseau e Jean-Jacques Cassiman della Katholieke Universiteit di Lovanio, sempre in collaborazione con lo storico Philippe Delorme: questo mostrò che i cromosomi Y di entrambe le reliquie (la presunta testa di Enrico IV ed il sangue di Luigi XVI) pubblicati in precedenza, erano radicalmente diversi da quella dei tre principi borbonici attualmente viventi (Sisto Enrico, Axel di Borbone Parma e Giovanni Enrico d'Orleans-Braganza). Il fatto che questi tre principi hanno un cromosoma Y quasi identico tra loro conferma che essi hanno un antenato comune, vale a dire Luigi XIII, figlio di Enrico IV, ma non prova l'autenticità della testa ritrovata. Philippe Charlier contestò subito l'esattezza dell'albero genealogico dei tre Borbone e discusse circa possibili casi di falsa paternità all'interno della famiglia reale.
La questione dunque, malgrado le prove accumulate e le relative controprove, rimane ancora ad oggi molto aperta.